# Mys Vize
Mys Vize (englische Transkription von russisch Мыс Визе Mys Wise, deutsch ‚Kap Wiese‘) ist ein Kap vor der Küste des ostantarktischen Königin-Marie-Lands. Es liegt am nordwestlichen Ende des Shackleton-Schelfeises.
Russische Wissenschaftler benannten es. Namensgeber ist der russische bzw. sowjetische Klimatologe und Ozeanograph Wladimir Juljewitsch Wiese (1886–1954), ein Pionier der Meereisforschung.